# Old Whitey

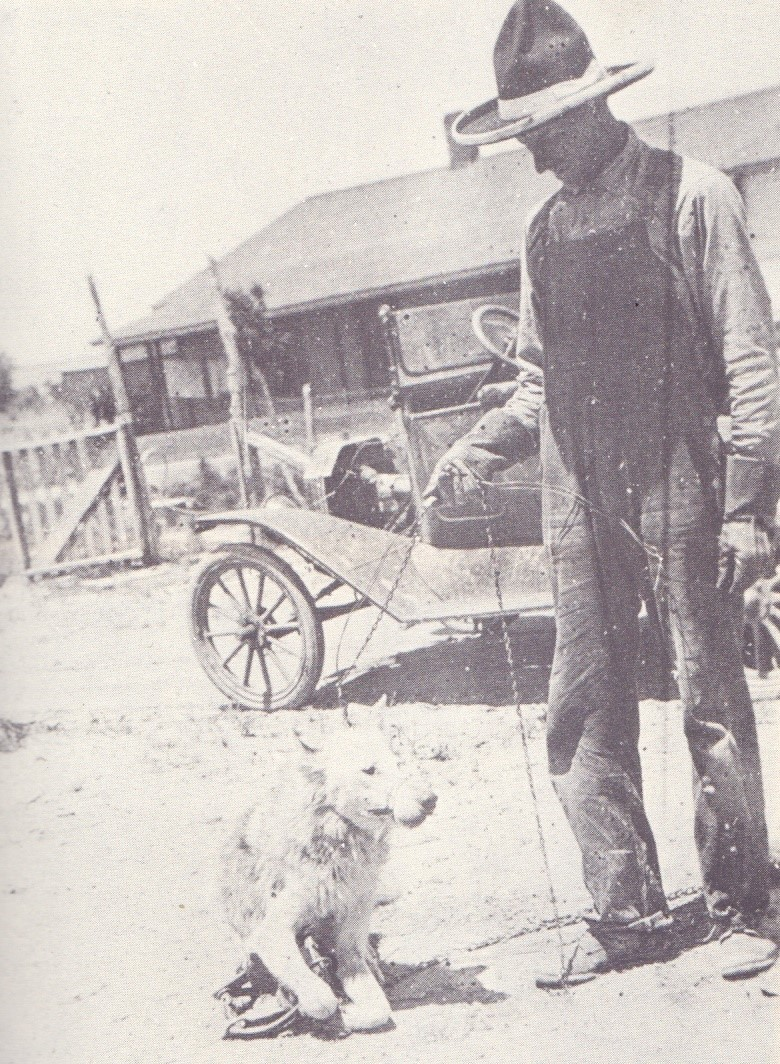
Three Toes, la compagna di Old Whitey, dopo la sua cattura.

Old Whitey fu un lupo grigio maschio attivo durante un periodo di 15 anni a Bear Springs Mesa, presso Thatcher, Colorado. La sua compagna era una lupa nominata Three Toes di Apishapa. Dal 1909 al 1921, Whitey attaccò ripetutamente il bestiame del rancher James Shaw, spesso limitandosi a staccare a morsi le code dei suoi bovini. L'incarico di abbatterlo fu assunto dal biologo Stanley P. Young, che inizialmente tentò di adescarlo con l'odore di Old Lefty, un altro lupo predatore di bestiame abbattuto tre anni prima. L'esca non funzionò, ma il lupo fu infine intrappolato in una tagliola. Il lupo fu però rubato da un altro cacciatore, che ricevette una ricompensa di $25. Young smascherò la truffa in pubblico alla sede della Jonas Brothers Taxidermy Company a Denver, e il cacciatore fu costretto a ridargli il teschio e la pelliccia dell'animale.
Con la morte di Old Whitey, la sua compagna, Three Toes, si accoppiò con un cane da pastore, producendo una cucciolata meticcia. I due uccisero numerosi vitelli e pecore, con danni ammontando a migliaia di dollari. Il cane da pastore fu ucciso attraverso i bocconi avvelenati, e Three Toes fu catturata nell'11 giugno 1923, qualche giorno dopo aver ucciso sei vitelli. Siccome Three Toes si era associata con un cane e dimostrava una notevole mancanza di cautela nell'infiltrare le fattorie, certi zoologi hanno ipotizzato che Three Toes fosse infatti un lupo ibrido.